# ستيفين سورجيك
ستيفين سورجيك (بالفرنسية: Stephen Surjik)‏ (و. 1976  م) هو مخرج أفلام كندي، ولد في ريجاينا.

## التعليم
تعلم في جامعة كونكورديا.

## وصلات خارجية
- ستيفين سورجيك على موقع IMDb (الإنجليزية)
- ستيفين سورجيك على موقع ألو سيني (الفرنسية)
- ستيفين سورجيك على موقع أول موفي (الإنجليزية)
- ستيفين سورجيك على موقع قاعدة بيانات الأفلام السويدية (السويدية)
- ستيفين سورجيك على موقع قاعدة بيانات الفيلم (الإنجليزية)
- ستيفين سورجيك على موقع كينوبويسك (الروسية)